# Saison 1 de Drop Dead Diva
Chronologie
Saison 2
Cet article présente le guide des épisodes de la première saison de la série télévisée américaine Drop Dead Diva.

## Distribution

### Acteurs principaux
- Brooke Elliott (VF : Virginie Méry) : Jane Bingum / Deb Dobkins
- Margaret Cho (VF : Julie Turin) : Teri Ly
- Jackson Hurst (VF : Jean-François Cros) : Grayson Kent
- Kate Levering (VF : Barbara Delsol) : Kim Kaswell
- April Bowlby (VF : Chloé Berthier) : Stacy Barrett
- Josh Stamberg (VF : Serge Faliu) : Jay Parker

### Acteurs récurrents
- Ben Feldman (VF : Denis Laustriat) : Fred (9 épisodes)
- Brooke D'Orsay (VF : Élisabeth Ventura) : Deborah « Deb » Dobkins (épisodes 1 à 4, et 12)
- Rosie O'Donnell (VF : Brigitte Virtudes) : Juge Madeline Summers (épisodes 3 et 10)
- Sharon Lawrence (VF : Céline Monsarrat) : Bobbie Dobkins, mère de Deb (épisode 4)
- Paula Abdul (VF : Françoise Cadol) : Juge Paula Abdul[1] (épisodes 9 et 13)
- David Denman (VF : Jérôme Berthoud) : Tony Nicastro (épisodes 10 à 13)

## Épisodes

### Épisode 1:Tombée du ciel
- États-Unis : 12 juillet 2009
- France : 9 mai 2010 sur Téva et 20 octobre 2010 sur M6
- Québec : 2 juin 2010 sur Séries+

- États-Unis : 2,8 millions de téléspectateurs[2]

- Linden Ashby : Parker Wellner
- Susan Walters : Vicki Wellner

### Épisode 2:Les Intouchables
- États-Unis : 19 juillet 2009
- France : 9 mai 2010 sur Téva et 20 octobre 2010 sur M6
- Québec : 9 juin 2010 sur Séries+

- États-Unis : 2,46 millions de téléspectateurs[3]

- Rebecca Field : Lucy Tyner
- Myndy Crist : Mindy Billmeyer
- Reed Diamond : Chad Billmeyer

### Épisode 3:Stratégie de l'artifice
- États-Unis : 26 juillet 2009
- France : 9 mai 2010 sur Téva et 20 octobre 2010 sur M6
- Québec : 16 juin 2010 sur Séries+

- États-Unis : 2,795 millions de téléspectateurs

- Rosie O'Donnell : Juge Madeline Summers

### Épisode 4:La Muraille de Chine
- États-Unis : 2 août 2009
- France : 16 mai 2010 sur Téva et 20 octobre 2010 sur M6
- Québec : 23 juin 2010 sur Séries+

- Sharon Lawrence : Bobbie Dobkins
- Mark Moses : Joe Dobkins

### Épisode 5:Et pour quelques années de plus
- États-Unis : 9 août 2009
- France : 16 mai 2010 sur Téva et 27 octobre 2010 sur M6
- Québec : 30 juin 2010 sur Séries+

- États-Unis : 2,44 millions de téléspectateurs

- Kevin Alejandro : Michael Fernandez
- John Allen Nelson : Procureur Callahan
- Sam Jaeger : Barry Schuester

### Épisode 6:La mort vous va si bien
- États-Unis : 16 août 2009
- France : 16 mai 2010 sur Téva et 27 octobre 2010 sur M6
- Québec : 7 juillet 2010 sur Séries+

- États-Unis : 3,06 millions de téléspectateurs

- Jorja Fox : Marianne Neely
- Elliott Gould : Larry Baxter
- David Burke : Phillip Neely

### Épisode 7:Baiser mortel
- États-Unis : 23 août 2009
- France : 23 mai 2010 sur Téva
- Québec : 14 juillet 2010 sur Séries+

- États-Unis : 2,9 millions de téléspectateurs

- Alexa Nikolas : Hannah Porter
- Teri Polo : Jillian Ford
- Kathy Najimy : Claire Porter

### Épisode 8:Le Bulldog
- États-Unis : 30 août 2009
- France : 23 mai 2010 sur Téva
- Québec : 21 juillet 2010 sur Séries+

- États-Unis : 3,41 millions de téléspectateurs

- Chris Carmack : Brian
- Marla Sokoloff : Mia Reynolds
- Gregory Harrison : Brandon Tharpe
- Sean Wing : Charlie Tharpe

### Épisode 9:Question de style
- États-Unis : 13 septembre 2009
- France : 30 mai 2010 sur Téva
- Québec : 28 juillet 2010 sur Séries+

- États-Unis : 3,08 millions de téléspectateurs

- Paula Abdul : Juge Paula
- Seamus Dever : Tyler Mack
- Patrick Fabian : Kevin Hanson
- Lauren Storm : Jenny Hanson
- Steve Valentine : Henri Malik

### Épisode 10:Destin de cristal
- États-Unis : 20 septembre 2009
- France : 30 mai 2010 sur Téva
- Québec : 4 août 2010 sur Séries+

- États-Unis : 3,06 millions de téléspectateurs[4]

- Rosie O'Donnell (Juge Madeline Summers)
- Delta Burke (Tessa Wells)
- Liza Minnelli (Lily Wells)
- Ben Feldman (Fred)
- David Denman (Tony Nicastro)
- Gina Torres (Diana Hall)
- John Atwood (Martin Donnelly)

### Épisode 11:Sang dessus-dessous
- États-Unis : 27 septembre 2009
- France : 6 juin 2010 sur Téva
- Québec : 11 août 2010 sur Séries+

- Faith Prince (Elaine Bingum)
- Ben Feldman (Fred)
- David Denman (Tony Nicastro)
- Ray Wise (Frank Dodd)
- Jenny O'Hara (Carla Shane)
- Nia Vardalos (Lisa Shane)
- Rus Blackwell (Max Strickland)

### Épisode 12:Pavillon noir
- États-Unis : 4 octobre 2009
- France : 6 juin 2010 sur Téva
- Québec : 18 août 2010 sur Séries+

- Yancey Arias (Procureur Montez)
- Brooke D'Orsay (Deb Dobkins)
- Bre Blair (Angie)
- Brooke Burns (Christy Talbot)
- Shirley Knight (Millie Carlson)
- Michael H. Cole (Jordan Layton)
- Dax Griffin (Mac O'Brien)

### Épisode 13:Le Souffle de Cupidon
- États-Unis : 11 octobre 2009
- France : 6 juin 2010 sur Téva
- Québec : 25 août 2010 sur Séries+

- États-Unis : 2,79 millions de téléspectateurs

- Paula Abdul (Juge Paula)
- David Denman (Tony Nicastro)
- Alicia Coppola (Dr. Dumont)
- Lina Esco (Lina Martinez)
- Chris Gartin (Mr. Hess)